# Palau Community College
Palau Community College (bis 1993: Micronesian Occupational College) ist ein öffentliches Community College in der Republic of Palau. Es ist die einzige weiterführende Schule (college/university) des Landes. Das College ist als unabhängige Institution bei der Western Association of Schools and Colleges akkreditiert und bietet Associate Degrees und Certificates.

## Geschichte
Das Palau Community College bietet zusammen mit dem College of the Marshall Islands und dem College of Micronesia-FSM aus dem Fundus des „Micronesia Land Grant“ Stipendien an. Das Community College wurde als Berufs- und Technische Schule (vocational and technical school) 1927 gegründet, als Palau unter japanischer Besatzung stand.
In den 1980ern erklärte der Kongress der Vereinigten Staaten das College of Micronesia zum „Land Grant College of the Trust Territory of the Pacific Islands“. Diese Übereinkunft wurde später ausgeweitet auf die drei mikronesischen Regierungen. Am 19. März 1993 institutionalisierte der Palau Higher Education Act das College als unabhängiges College mit eigenem Verwaltungsgremium.